# Bisamberg (Berg)
Der Bisamberg ist ein 358 Meter hoher Berg im Bezirk Korneuburg in Niederösterreich, dessen südliche Ausläufer bis in den 21. Wiener Gemeindebezirk (Floridsdorf), nämlich nach Stammersdorf und Strebersdorf reichen. Er beherbergt die floristisch reichste Trockenlandschaft des Weinviertels und besitzt aus naturschutzfachlicher Sicht internationale Bedeutung.

## Geographie
Der Bisamberg liegt großteils im Gemeindegebiet der gleichnamigen Gemeinde Bisamberg, die am Nordwestfuß des Berges liegt. Weiters haben die Marktgemeinden Langenzersdorf und Hagenbrunn sowie der Wiener Bezirk Floridsdorf Anteil am Bisamberg.
Nach Westen fällt der Berg steil zur Donau hin ab und bildet zusammen mit dem südlich gelegenen Leopoldsberg die Wiener Pforte, den Durchbruch der Donau zum Wiener Becken. Geologisch ist der Bisamberg eine Fortsetzung der Flyschzone des Wienerwaldes östlich der Donau, die in diesem Abschnitt von Nordnordwest nach Südsüdost fließt.

## Natur
Wiewohl der Bisamberg geologisch den Alpen angehört, liegt er biogeographisch zwischen dem vom Westen einstrahlenden, atlantisch beeinflussten, niederschlagsreicheren mitteleuropäischen und dem vom Osten einstrahlenden pannonischen Klima. Die Flora ist der Pannonischen Florenprovinz, Teil der südsibirisch-pontisch-pannonischen Florenregion, zuzurechnen und unterscheidet sich signifikant von der Flora des Wienerwaldes. Typisch ist ein kleinräumig verzahntes Mosaik von Felssteppen, Trockenrasen, Halbtrockenrasen, Saumgesellschaften, Gebüschen, Hainbuchen-Eichen-Mischwäldern und an trockeneren Stellen auch Flaumeichen-Buschwäldern. Weiters dienen die lößbedeckten Hänge seit Jahrhunderten dem Weinbau. Durch die jahrhundertelange Bewirtschaftung durch den Menschen wurde der Bisamberg und seine Fauna und Flora in der heutigen Ausprägung geformt. Änderungen in der landwirtschaftlichen Bewirtschaftung in den letzten rund hundert Jahren, haben zu einer drastischen Abnahme der offenen Flächen (Weidern, Äcker) und zu einer ebenso drastischen Zunahme der Waldflächen geführt. Aus dem Franziszeischen Kataster ist ersichtlich, dass um 1820 der westliche Teil des Bisamberges zu 67 % aus Grünflächen, zu 21 % aus Weingärten und nur zu 7 % aus Wald- und Ackerland bestand. 1880 sank der Waldanteil auf 1 %, was dem enormen Holzbedarf der Stadt Wien sowie der Anlage von freien Schussfeldern vor den in Kriegszeiten angelegten Verteidigungsanlagen geschuldet war. Ende des 19. Jahrhunderts wurde mit großräumigen Aufforstungen begonnen, die das über Jahrhunderte geformte Landschaftsbild massiv veränderten. Bis 1994 nahm der Waldanteil auf 67 % zu, während der Anteil der artenreichen Trocken- und Halbtrockenrasen auf 7 % dezimiert wurde. Bei den Aufforstungen wurden im größeren Umfang standortfremde Gehölzarten, wie Robinie, Schwarz-Föhre und Götterbaum, eingebracht. Während Robinien im Boden Stickstoff anreichern und zu einer Eutrophierung führen, versauern die abgefallenen Nadeln der Schwarz-Föhre den Boden. Ein weiteres Problem ist der hohe Siedlungsdruck im Gebiet und der damit verbundene ständige Verlust von offenen Flächen und die steigende Belastung durch Verkehrsabgase der Pendler.
Der Bisamberg ist zu großen Teilen als Natura-2000- und Landschaftsschutzgebiet ausgewiesen, einzelne Teile, wie die Alten Schanzen, zusätzlich als Naturdenkmal oder geschütztes Biotop. Ein 2006 gestartetes LIFE-Naturschutzprojekt der EU in Zusammenarbeit mit den Naturschutzbehörden Wiens und Niederösterreichs hatte das Ziel die einzigartige Pflanzen- und Tierwelt des Bisambergs zu erhalten. Dies soll beispielsweise durch Pflege und Ausweitung der Trockenrasen und die Entfernung standortfremder Gehölze wie Robinien und Schwarz-Föhren geschehen. Zu den seltenen, am Bisamberg vertretenen Pflanzenarten, gehören u. a. das Frühlings-Adonis, die Bunt-Schwertlilie, der Diptam, der Gelb-Frauenschuh, das Purpur-Knabenkraut, die Spinnen-, Hummel- und Bienen-Ragwurz und die Schwarz- und die Groß-Küchenschelle. Darüber hinaus findet man hochgradige botanische Raritäten, wie den Waldsteppen-Wermut, den Pannonien-Pippau oder das Sommergrün-Immergrün, welche in Österreich und Ost-Mitteleuropa sonst nur mehr an wenigen Stellen zu finden und an vielen Orten bereits ausgestorben sind. Aus faunistischer Sicht gilt der Bisamberg ebenfalls als einzigartig: 731 Schmetterlingsarten, 393 Bienenarten und 347 Wanzenarten wurden beispielsweise erfasst und sollen hier die hohe Diversität darstellen. Am Bisamberg und in Stammersdorf treten rund 56 % der in Österreich vorkommenden Bienenspezies auf, weshalb dieses Gebiet als das an Bienenarten reichste des Landes bezeichnet werden kann.

## Geschichte
Der Bisamberg ist seit Jahrtausenden besiedelt. Funde belegen den ältesten Nachweis von Kupferverarbeitung in Österreich. Auf dem Bisamberg bestand auch eine keltische Siedlung.
Da man vom Bisamberg einen Blick bis zu den Kleinen Karpaten, den Hainburger Bergen und zum Leithagebirge hat und die Prager- und Brünnerstraße, zwei wichtige Einfallstraßen nach Wien, kontrollieren kann, spielte der Berg aus militärischer Sicht mehrmals eine wichtige Rolle. In der ersten Hälfte des 19. Jahrhunderts projektierte Erzherzog Maximilian Joseph von Österreich-Este die Errichtung eines Befestigungssystems um Wien. Dieses sollte aus steinernen Türmen mit 35 Meter Durchmesser bestehen, ähnlich den Anlagen der Turmbefestigung Linz. Geplant waren 35 Türme auf der rechten und 22 auf der linken Donauseite. Einige Türme sollten auf dem Bisamberg errichtet werden. Errichtet wurde jedoch nur ein einziger, heute nicht mehr bestehender Turm bei Rothneusiedl und das Projekt wurde nach dem Tod des Erzherzogs 1863 aufgegeben.
Schon vor Beginn des Preußisch-Österreichischen Kriegs wurde am 11. April 1866 mit der Projektierung von Befestigungsanlagen rund um Wien begonnen. Bei Kriegsausbruch waren die Arbeiten am Brückenkopf Wien bereits voll im Gange. Es wurden zwei Ringe errichtet: ein äußerer Ring, der sogenannte Gürtel, bestehend aus 31 einzelnen Festungswerken sowie der innere Ring bestehend aus zwei durchgehenden Verteidigungslinien bei Floridsdorf und Stadlau. Der Verteidigungsgürtel erstreckte sich von Langenzersdorf, über den Bisamberg, Leopoldau, Kagran, Hirschstetten, Aspern und die Lobau bis in die Freudenau. Rund ein Dutzend der Werke wurde am oder in der unmittelbaren Nähe des Bisamberges errichtet (siehe historische Landkarte). Dazu wurde im Zentralbereich der Schanzen der Oberboden abgetragen sowie um die Anlagen Gräben ausgehoben. Das anfallende Material wurde dazu verwendet, um Wälle aufzuschütten. Einige Werke wurden mit optischen Telegrafenstationen ausgestattet und das nötige Trink- und Waschwasser musste mit Pferdefuhrwerken auf den trockenen Berg gekarrt werden. Ein Werk war mit bis zu acht Batteriegeschützen, zwischen 4 und 10 Feldgeschützen und 50 bis 300 Soldaten armiert. Es kam nur zu minimalen Feindkontakten mit preußischen Aufklärungseinheiten, da ein Waffenstillstand geschlossen wurde und die preußischen Truppen am Rußbach zum Stehen kamen. Am 27. Juli begann man damit den Brückenkopf abzubauen.
Zu Beginn des Ersten Weltkriegs wurden die bereits in die Jahre gekommenen ehemaligen Schanzen reaktiviert und sollten als Teil des Wiener Brückenkopfes die Stadt vor einem möglichen russischen Angriff schützen. Nachdem die russischen Truppen in den Karpaten aufgehalten werden konnten, wurden die Verteidigungsanlagen auch diesmal nicht eingesetzt.
Heute sind noch die ehemaligen Festungswerke III (bei der Gamshöhe) bis VI (am Waldrand in der Nähe des Zigeunerbründls) sowie X bis XIII im Gelände sichtbar. Die letzteren vier Alten Schanzen liegen am freien Feld, sind aber aufgrund ihrer Topographie wirtschaftlich nicht nutzbar und beherbergen unberührte Rasen- und Wiesensteppen und stehen teilweise unter Naturschutz.
Im Herrenholz (einem Waldstück am Osthang) befand sich im Zweiten Weltkrieg ein Ausbesserungswerk für Flugzeugmotoren („Austro-Fiat Flugmotoren Ges.m.b.H“, später umbenannt in „Wiener Flugmotoren Reparaturwerk“), das durch Luftangriffe zerstört wurde. Nur die Luftschutzbunker und ein Löschwasserbecken blieben weitgehend erhalten und wurden erst 2002 beseitigt.
Am 11. Juni 1899 wurde im Gedenken an die 1898 ermordete Kaiserin Elisabeth „auf der höchsten Erhebung des Bisamberges“ (heute Elisabethhöhe genannt) die Elisabethsäule eingeweiht.
Von 1933 bis 2010 befand sich unterhalb des Falkenbergs (einem Vorgipfel des Bisambergs, 320 Meter hoch) eine Mittelwellensendeanlage, der Sender Bisamberg. Lange Zeit waren deren Masten auf Wiener Gemeindegebiet die höchsten Bauwerke Österreichs. Am Fuß des Bisambergs, nordöstlich von Stammersdorf befindet sich der Wasserbehälter Bisamberg mit 60.000 m³ Fassungsvermögen der Wiener Wasserwerke.

## Galerie

Der Bisamberg und seine Umgebung um 1873, mit den alten Schanzen aus der Zeit um 1866 (Aufnahmeblatt der Landesaufnahme)
Im Donautal im Süden des Bisamberges liegen Langenzersdorf und weiter südlich ab Strebersdorf die Randgemeinden von Wien
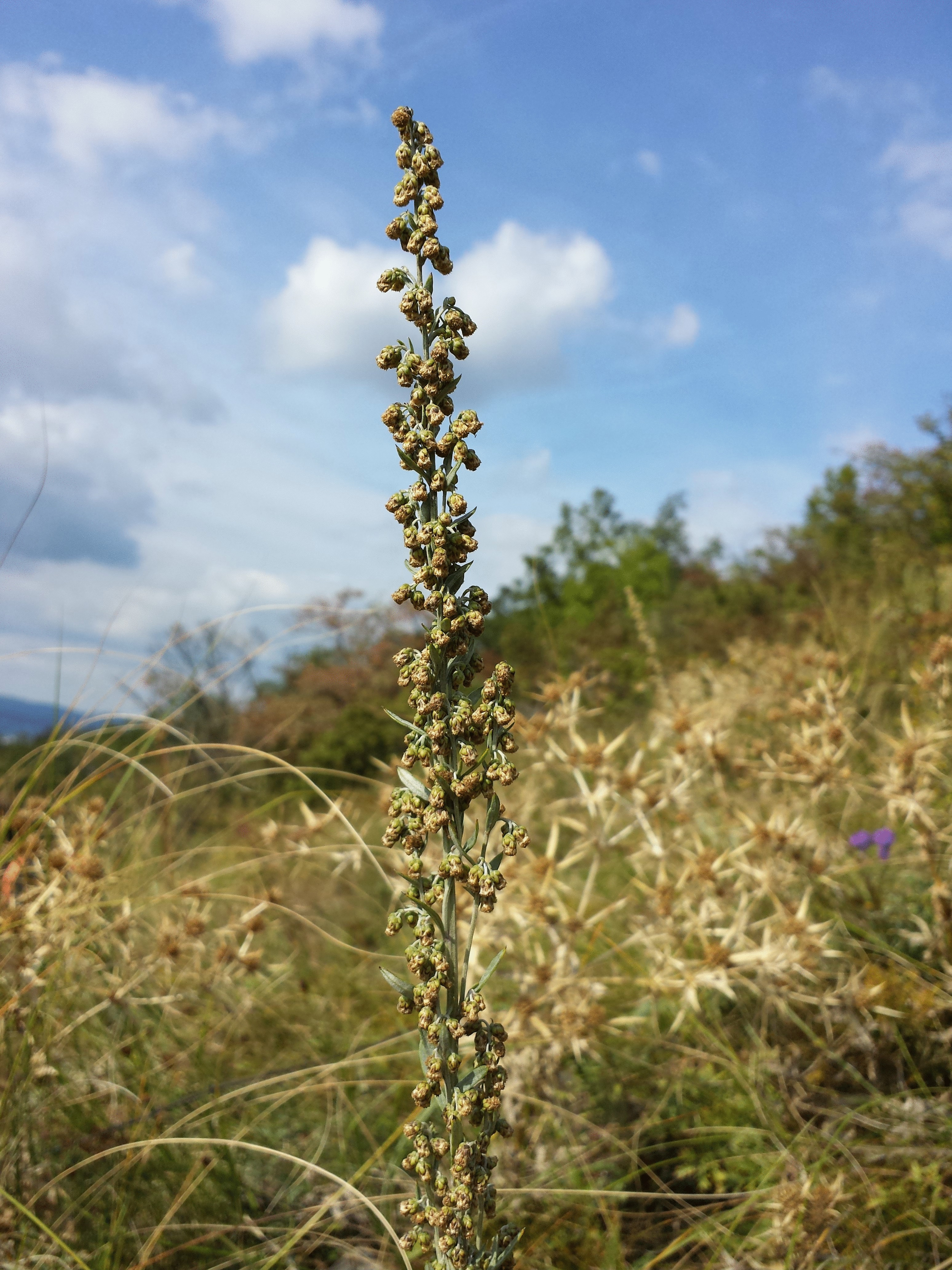
Der Waldsteppen-Wermut wächst in einem kleinen Bereich am Bisamberg und sonst nur an einer Handvoll weiterer Fundorte in der pannonischen Florenprovinz.
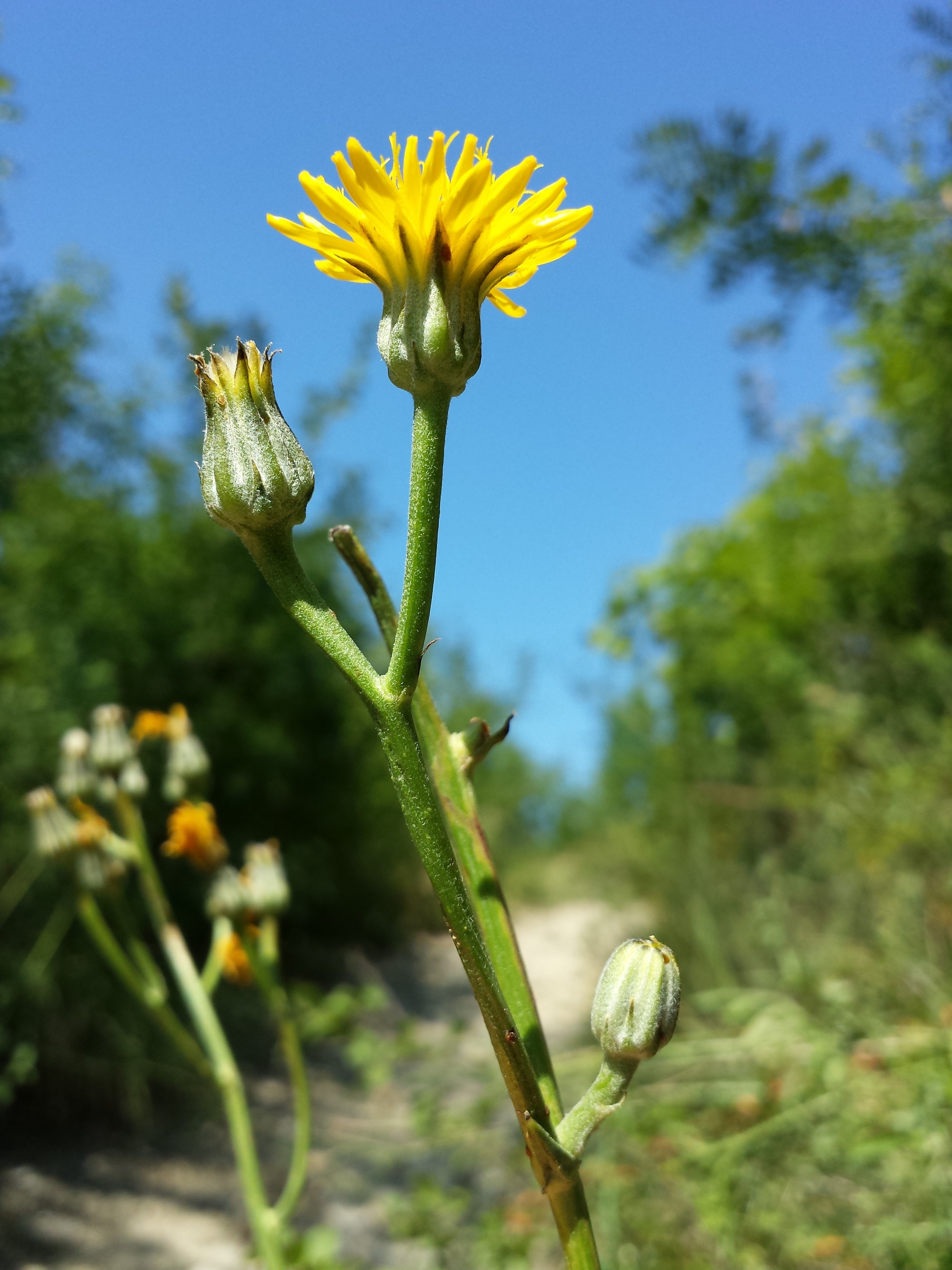
Der Pannonien-Pippau hat sein Hauptverbreitungsareal viel weiter im Osten und tritt in Österreich nur am Bisamberg und am einige Kilometer entfernten Kronawettberg auf.
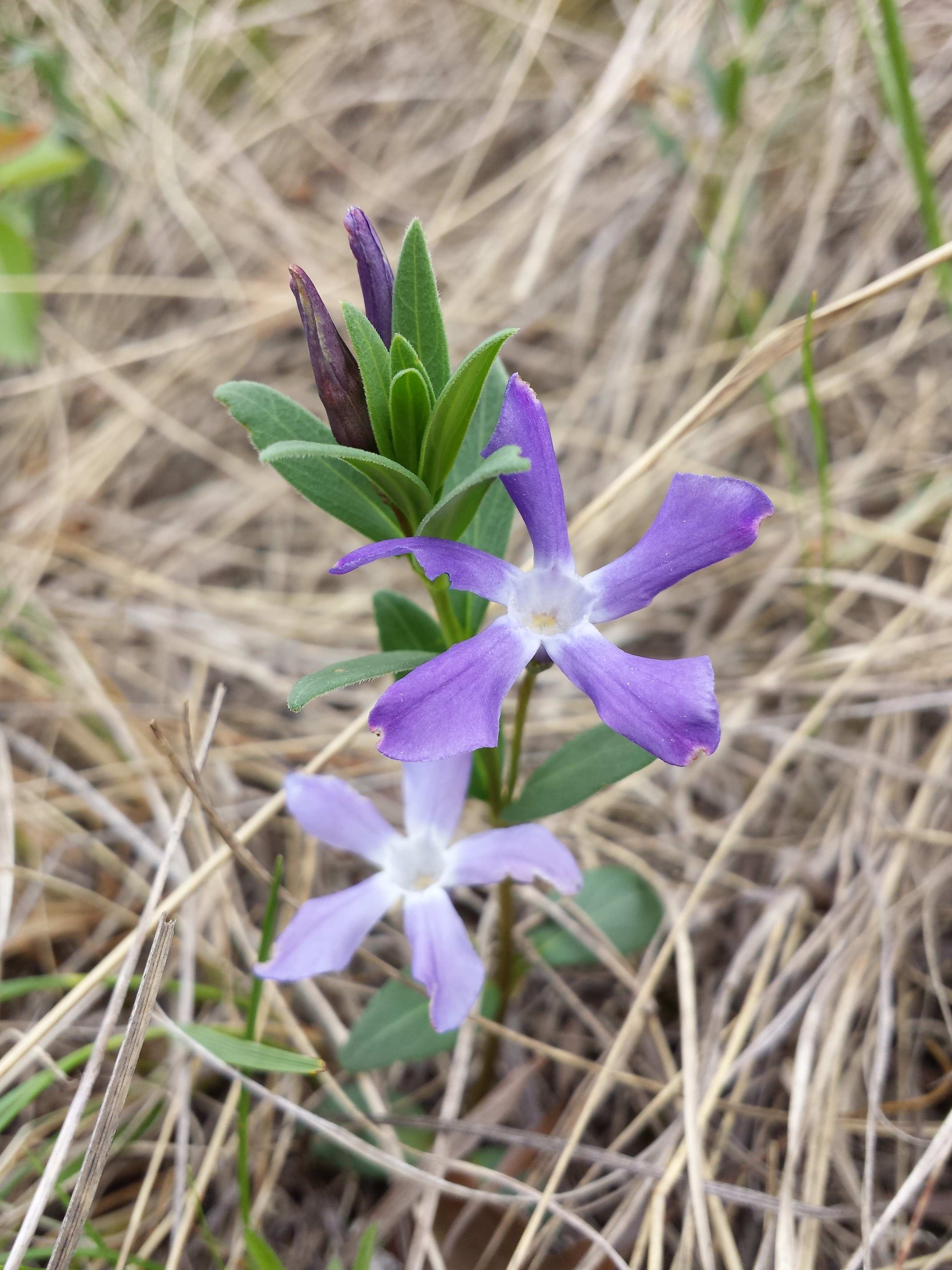
Das Sommergrün-Immergrün ist ein submediterran-pontisch-pannonisches Florenelement, das in Österreich sehr selten auftritt.
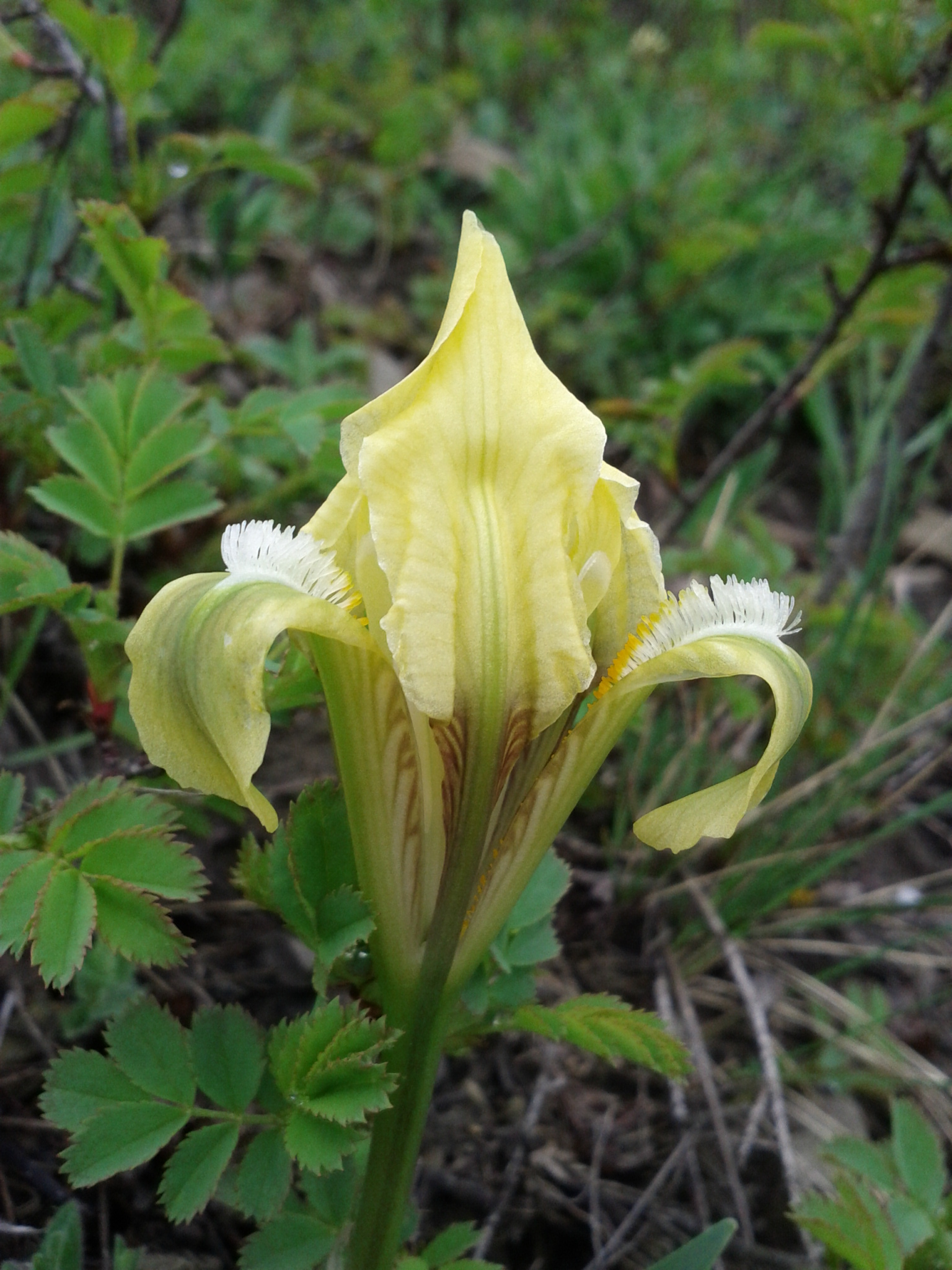
Die Zwerg-Schwertlilie, die am Bisamberg vor allem am Westabhang wächst, bietet Bestäubern keinen Nektar: enttäuscht fliegen diese zu einer andersfärbigen Pflanze …
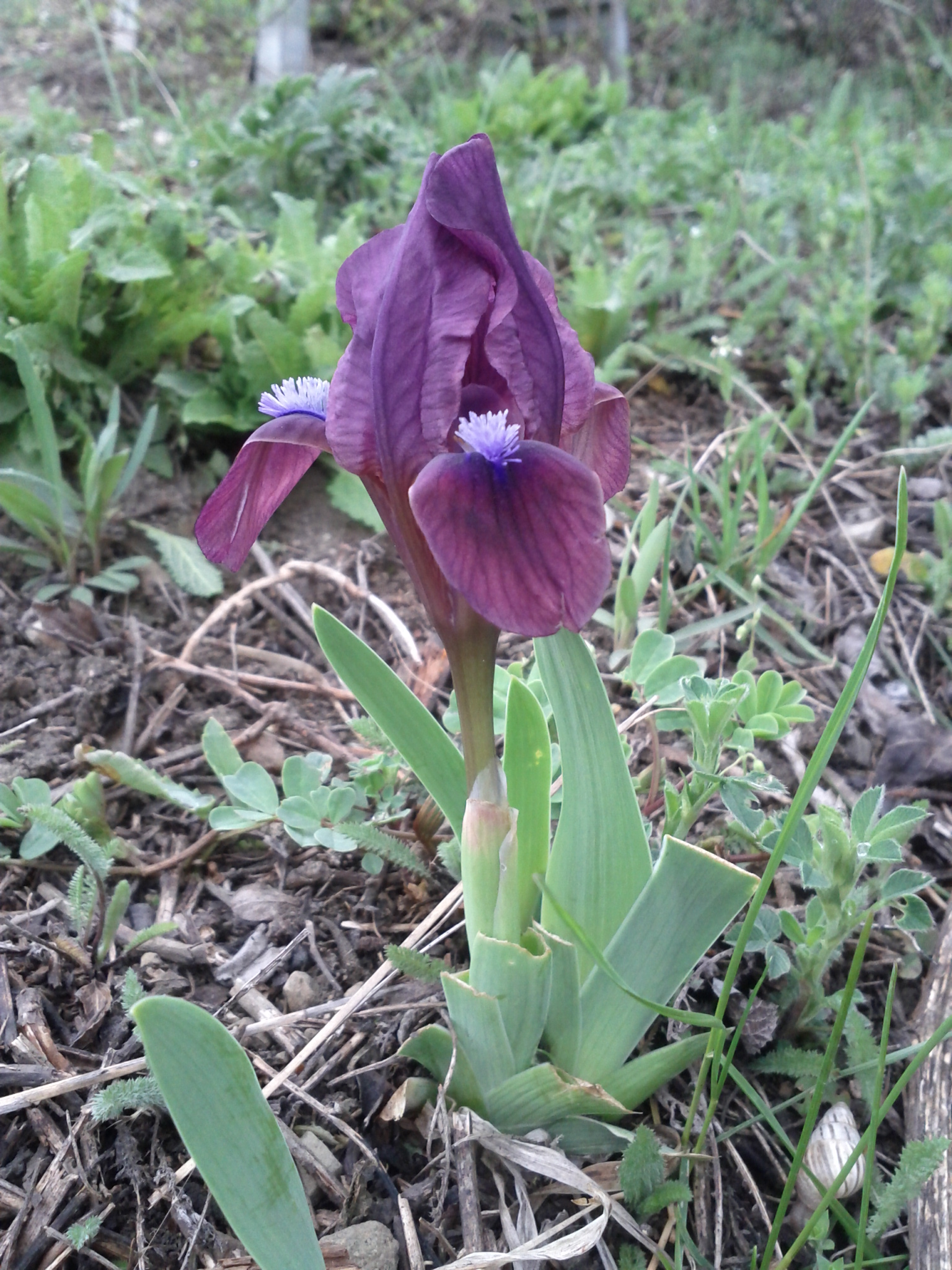
… und landen auf einem Individuum derselben Art, wo sie wieder keinen Nektar erhalten (sogenannte Täuschblume).
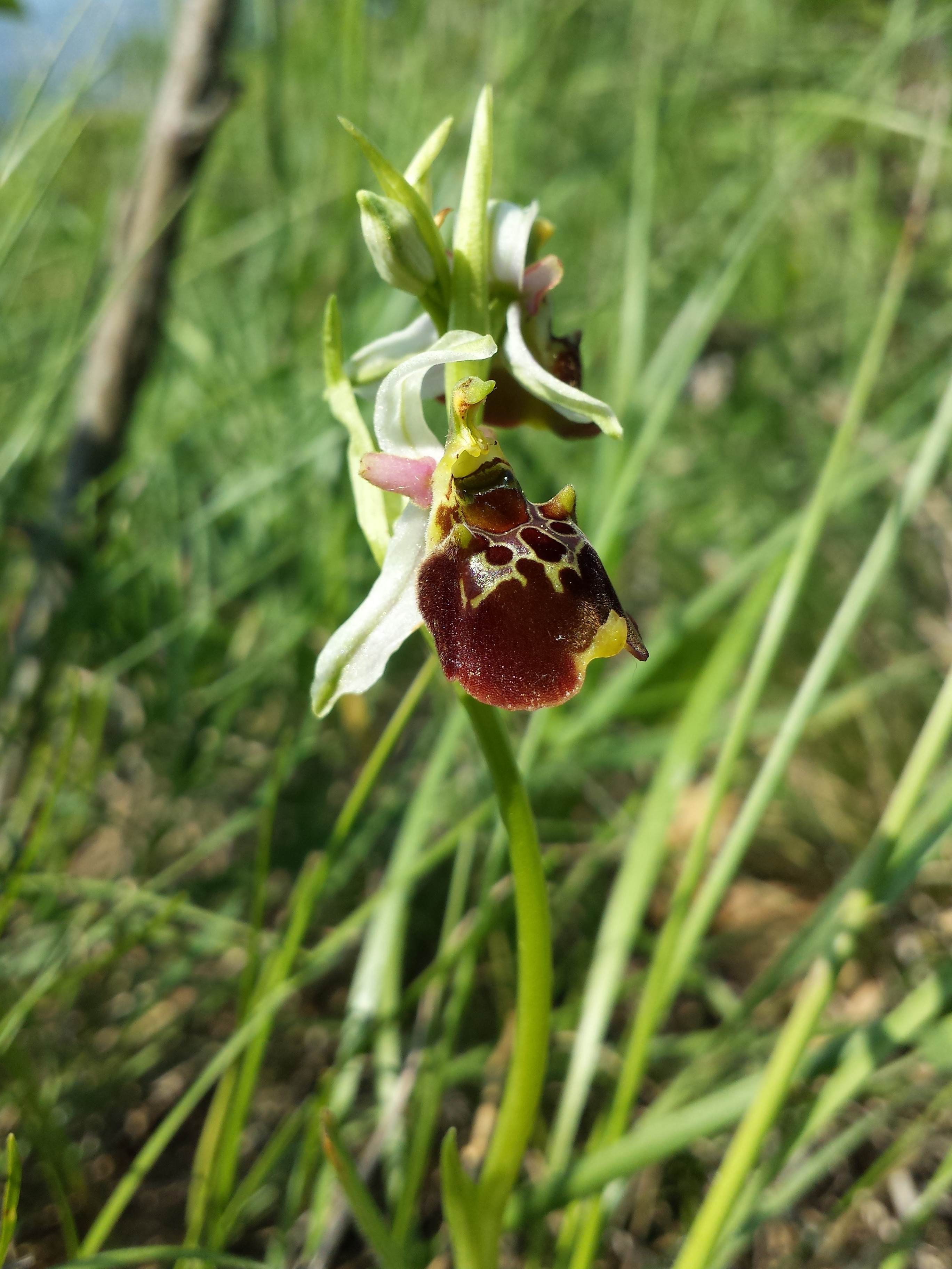
Die Blüten der Hummel-Ragwurz imitieren eine weibliche Langhornbiene und locken so männliche Langhornbienen an, welche unfreiwillig die Bestäubung der Ragwurz übernehmen.
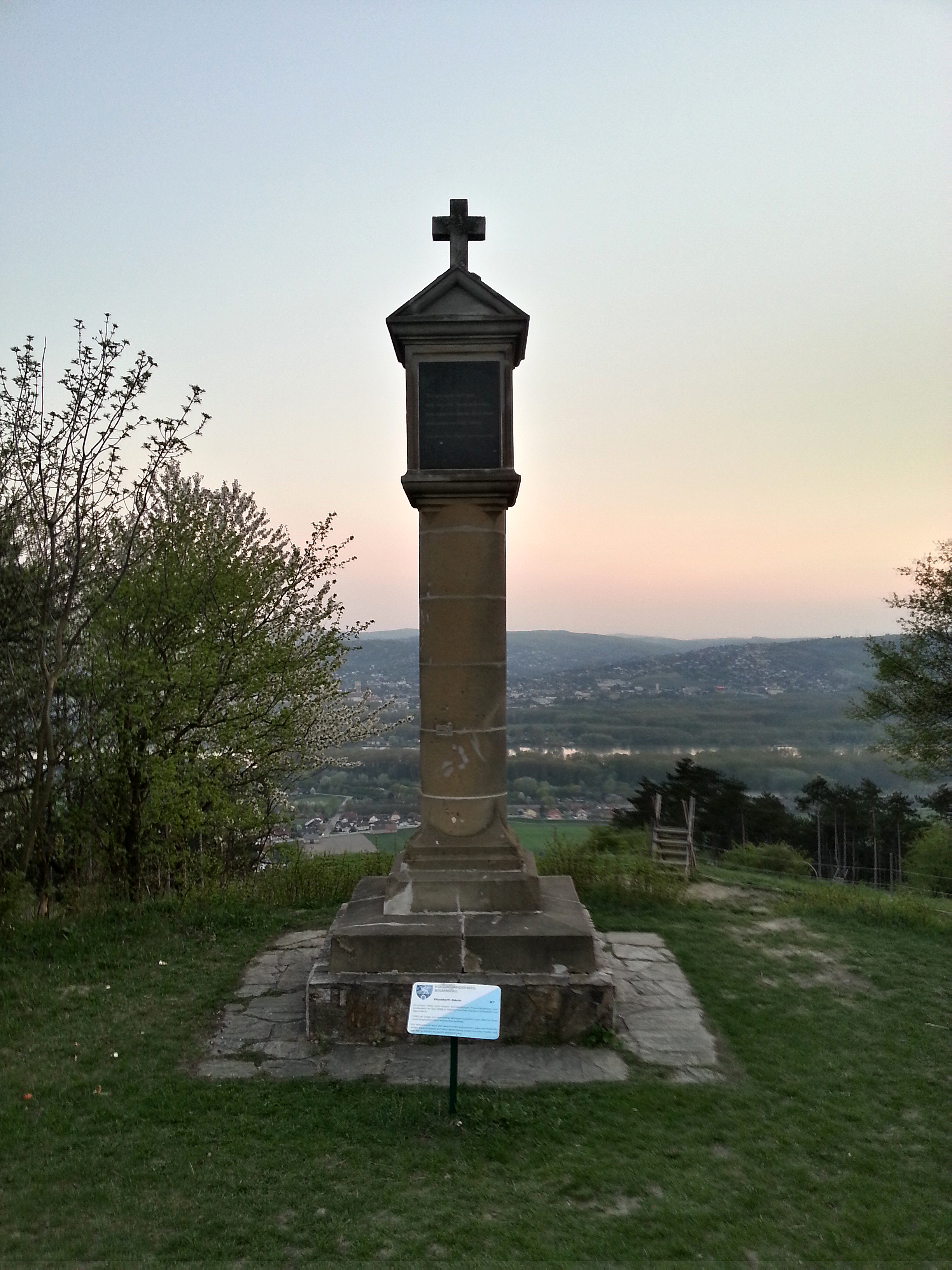
Die Elisabethsäule auf dem Bisamberg in Niederösterreich. Im Hintergrund zu sehen ist Klosterneuburg am rechten Donauufer.